# Meczet w Klecku
Meczet w Klecku – meczet znajdujący się w Klecku, w którym do 1944 roku modlili się lokalni Tatarzy. 
Pierwsi muzułmanie pojawili się w Klecku w II połowie XVIII wieku - początkowo podlegali gminie w Osmołowie. Ze względu na powstanie garnizonu w Klecku zdecydowano o stworzeniu muzułmańskiej parafii w miasteczku. W 1876 roku zgodę na budowę meczetu wydał muftiat w Taurydzie, rok później gubernia mińska. Plac pod niego zapisał 1880 r. jako wakuf (dobro funduszowe gminy muzułmańskiej) Jakub Jakubowski. W1881 roku wzniesiono malowaną na zielono drewnianą świątynię, materiał ofiarowany był przez rodzinę Radziwiłłów. W 1829 roku posługi religijne sprawował w Klecku miejscowy Tatar, Woronowicz.
W 1911 roku, a później w latach 1930–31 odbył się intensywny remont meczetu. 
W 1911 r. 1000 rubli wyłożyli miejscowi Tatarzy przy wsparciu inż. Konstantego Jakubowskiego, natomiast w latach 1930-31 pieniądze wyłożył Muftiat, a 160 dolarów tatarscy emigranci z USA. Meczet nie posiadał żadnych innych wakufów. 
Funkcję imama kleckiego w II RP sprawowali Jakub Zdanowicz (1895-1939), syn poprzedniego imama Mustafy i Mustafa Aleksandrowicz (1939-1953). 
Kilka miesięcy przed wybuchem wojny muezzinem (zastępcą imama) mianowany został Jakub Aleksandrowicz. Przez cały okres po 1945 roku działała tu gmina wyznaniowa. 
Podczas zajmowania Klecka przez oddziały I Frontu Białoruskiego dnia 3 lipca 1944 roku świątynia została spalona. Po 1945 roku lokalni Tatarzy modlili się w domu imama.